# Valladolid (Honduras)
Valladolid è un comune dell'Honduras facente parte del dipartimento di Lempira.
Il comune risultava come entità autonoma già nel censimento del 1887.